# Copa Africana de Naciones 1968
La Copa Africana de Naciones de 1968 fue la sexta edición del torneo de fútbol más importante de naciones de África. Fue organizado en Etiopía. Jugaron ocho equipos distribuidos en dos grupos de cuatro equipos en los que clasificaban los dos primeros de cada grupo. La selección del Congo-Kinshasa ganó su primer campeonato al vencer a Ghana por 1 a 0.
Desde esta edición el torneo se organizaría cada dos años ininterrumpidamente hasta el 2012, año en el que se realizara la Copa Africana de Naciones 2012 un año después de la Copa Africana de Naciones de 2013.

## Equipos participantes
Para el proceso de clasificación, véase Clasificación para la Copa Africana de Naciones de 1968
En cursiva, los equipos debutantes.
| Equipos participantes | Equipos participantes | Equipos participantes | Equipos participantes |
| --------------------- | --------------------- | --------------------- | --------------------- |
| Argelia               | Congo-Kinshasa        | Etiopía               | Senegal               |
| Congo-Brazzaville     | Costa de Marfil       | Ghana                 | Uganda                |

## Sedes
| Addis Ababa            | Addis Ababa Asmara | Asmara            |
| Hailé Sélassié Stadium | Addis Ababa Asmara | Estadio Cicero    |
| Capacidad: 30,000      | Addis Ababa Asmara | Capacidad: 20,000 |
|                        | Addis Ababa Asmara |                   |

## Resultados

### Primera fase

#### Grupo A
| Equipo          | Pts | PJ | PG | PE | PP | GF | GC | Dif |
| --------------- | --- | -- | -- | -- | -- | -- | -- | --- |
| Etiopía         | 6   | 3  | 3  | 0  | 0  | 6  | 2  | 4   |
| Costa de Marfil | 4   | 3  | 2  | 0  | 1  | 5  | 2  | 3   |
| Argelia         | 2   | 3  | 1  | 0  | 2  | 5  | 6  | -1  |
| Uganda          | 0   | 3  | 0  | 0  | 3  | 2  | 8  | -6  |

| 12 de enero de 1968 | Etiopía                | 2:1 | Uganda | Hailé Sélassié Stadium, Addis Abeba                    |                                                        |
|                     | Tekle · Vassalo (pen.) |     | Ouma   | Asistencia: 20 000 espectadores Árbitro(s): Adi Kandil | Asistencia: 20 000 espectadores Árbitro(s): Adi Kandil |

| 12 de enero de 1968 | Costa de Marfil           | 3:0 (2:0) | Argelia | Hailé Sélassié Stadium, Addis Abeba                           |                                                               |
|                     | Bozon 15' · Pokou 25' 65' |           |         | Asistencia: 20 000 espectadores Árbitro(s): Abdul Latif Gueye | Asistencia: 20 000 espectadores Árbitro(s): Abdul Latif Gueye |

| 14 de enero de 1968 | Etiopía        | 1:0 (0:0) | Costa de Marfil | Hailé Sélassié Stadium, Addis Abeba                            |                                                                |
|                     | Bekouesion 86' |           |                 | Asistencia: 25 000 espectadores Árbitro(s): Ahmed Gindil Saleh | Asistencia: 25 000 espectadores Árbitro(s): Ahmed Gindil Saleh |

| 14 de enero de 1968 | Argelia                         | 4:0 (2:0) | Uganda | Hailé Sélassié Stadium, Addis Abeba                          |                                                              |
|                     | Lalmas 15' 25' 70' · Khalem 60' |           |        | Asistencia: 25 000 espectadores Árbitro(s): Alphonse Mahombé | Asistencia: 25 000 espectadores Árbitro(s): Alphonse Mahombé |

| 16 de enero de 1968 | Costa de Marfil | 2:1 | Uganda | Hailé Sélassié Stadium, Addis Abeba                        |                                                            |
|                     | Pokou · Mangle  |     | Obua   | Asistencia: 15 000 espectadores Árbitro(s): George Lamptey | Asistencia: 15 000 espectadores Árbitro(s): George Lamptey |

| 16 de enero de 1968 | Etiopía                                   | 3:1 (3:0) | Argelia       | Hailé Sélassié Stadium, Addis Abeba                       |                                                           |
|                     | Worku 16' · Shewangezaw 19' · Luciano 27' |           | Amirouche 68' | Asistencia: 20 000 espectadores Árbitro(s): Joseph Angaud | Asistencia: 20 000 espectadores Árbitro(s): Joseph Angaud |

#### Grupo B
| Equipo            | Pts | PJ | PG | PE | PP | GF | GC | Dif |
| ----------------- | --- | -- | -- | -- | -- | -- | -- | --- |
| Ghana             | 5   | 3  | 2  | 1  | 0  | 7  | 4  | 3   |
| Congo-Kinshasa    | 4   | 3  | 2  | 0  | 1  | 6  | 3  | 3   |
| Senegal           | 3   | 3  | 1  | 1  | 1  | 5  | 5  | 0   |
| Congo-Brazzaville | 0   | 3  | 0  | 0  | 3  | 2  | 8  | -6  |

| 12 de enero de 1968 | Ghana               | 2:2 (0:1) | Senegal                 | Estadio Cicero, Asmara                                     |                                                            |
|                     | Kofi 63' · Mfum 87' |           | Dioungue 10' · Diop 65' | Asistencia: 3.000 espectadores Árbitro(s): Ad-Diba El-Atar | Asistencia: 3.000 espectadores Árbitro(s): Ad-Diba El-Atar |

| 12 de enero de 1968 | Congo-Kinshasa                      | 3:0 (2:0) | Congo-Brazzaville | Estadio Cicero, Asmara                                   |                                                          |
|                     | Muwawa 19' · Kabamba 27' (pen.) 51' |           |                   | Asistencia: 4.000 espectadores Árbitro(s): Ahmed Khelifi | Asistencia: 4.000 espectadores Árbitro(s): Ahmed Khelifi |

| 14 de enero de 1968 | Senegal               | 2:1 (1:1) | Congo-Brazzaville | Estadio Cicero, Asmara                                 |                                                        |
|                     | Diop 27' · Diouck 86' |           | Jeannot 31'       | Asistencia: 3.000 espectadores Árbitro(s): Ahmed Rahab | Asistencia: 3.000 espectadores Árbitro(s): Ahmed Rahab |

| 14 de enero de 1968 | Ghana                      | 2:1 (1:1) | Congo-Kinshasa | Estadio Cicero, Asmara                                 |                                                        |
|                     | Kofi 17' (pen.) · Mfum 84' |           | Mohili 42'     | Asistencia: 3.000 espectadores Árbitro(s): Pierre Boua | Asistencia: 3.000 espectadores Árbitro(s): Pierre Boua |

| 16 de enero de 1968 | Congo-Kinshasa      | 2:1 | Senegal | Estadio Cicero, Asmara                                     |                                                            |
|                     | Matantu · Tshimanga |     | Diouck  | Asistencia: 3.000 espectadores Árbitro(s): Seyoum Tarekegn | Asistencia: 3.000 espectadores Árbitro(s): Seyoum Tarekegn |

| 16 de enero de 1968 | Ghana       | 3:1 | Congo-Brazzaville | Estadio Cicero, Asmara                                   |                                                          |
|                     | Kofi · Mfum |     | Jeannot           | Asistencia: 3.000 espectadores Árbitro(s): Joseph Awanda | Asistencia: 3.000 espectadores Árbitro(s): Joseph Awanda |

### Segunda fase
|  | Semifinales             | Semifinales         |   |                         | Final                   | Final |  |
|  |                         |                     |   |                         |                         |       |  |
|  |                         |                     |   |                         |                         |       |  |
|  | Adís Abeba, 19 de enero |                     |   |                         |                         |       |  |
|  | Etiopía                 | 2                   |   |                         |                         |       |  |
|  | Congo-Kinshasa (pr.)    | 3                   |   |                         |                         |       |  |
|  |                         |                     |   |                         |                         |       |  |
|  |                         |                     |   |                         | Adís Abeba, 21 de enero |       |  |
|  |                         |                     |   |                         | Congo-Kinshasa          | 1     |  |
|  |                         | Ghana               | 0 |                         |                         |       |  |
|  |                         |                     |   |                         |                         |       |  |
|  |                         |                     |   |                         |                         |       |  |
|  |                         |                     |   |                         | Tercer lugar            |       |  |
|  | Asmara, 19 de enero     | Asmara, 19 de enero |   | Adís Abeba, 21 de enero | Adís Abeba, 21 de enero |       |  |
|  | Ghana (pr.)             | 4                   |   | Etiopía                 | 0                       |       |  |
|  | Costa de Marfil         | 3                   |   |                         | Costa de Marfil         | 1     |  |

#### Semifinales
| 19 de enero de 1968 | Etiopía                  | 2:3 (2:2,1:2) (t. s.) | Congo-Kinshasa                  | Hailé Sélassié Stadium, Addis Abeba                    |                                                        |
|                     | Vassallo 25' · Worku 68' |                       | Matantu 3' · Mungamuni 16' 100' | Asistencia: 25 000 espectadores Árbitro(s): Adi Kandil | Asistencia: 25 000 espectadores Árbitro(s): Adi Kandil |

| 19 de enero de 1968 | Ghana                | 4:3 (3:3) (t. s.) | Costa de Marfil      | Estadio Cicero, Asmara                                     |                                                            |
|                     | Mfum · Sunday · Odoi |                   | Pokou · Henri (pen.) | Asistencia: 5.000 espectadores Árbitro(s): Ad-Diba El-Atar | Asistencia: 5.000 espectadores Árbitro(s): Ad-Diba El-Atar |

#### Tercer lugar
| 21 de enero de 1968 | Costa de Marfil | 1:0 (1:0) | Etiopía | Hailé Sélassié Stadium, Addis Abeba                       |                                                           |
|                     | Pokou 28'       |           |         | Asistencia: 10 000 espectadores Árbitro(s): Ahmed Khelifi | Asistencia: 10 000 espectadores Árbitro(s): Ahmed Khelifi |

#### Final
| 21 de enero de 1968 | Congo-Kinshasa | 1:0 (0:0) | Ghana | Hailé Sélassié Stadium, Addis Abeba                         |                                                             |
|                     | Kalala 66'     |           |       | Asistencia: 25 000 espectadores Árbitro(s): Ad-Diba El-Atar | Asistencia: 25 000 espectadores Árbitro(s): Ad-Diba El-Atar |

## Campeón
|                                            |
| Bandera de República Democrática del Congo |
| Campeón Congo-Kinshasa 1.er título         |

## Clasificación general
| Equipo | Equipo            | Pts | PJ | PG | PE | PP | GF | GC | Dif | Rend  |
| ------ | ----------------- | --- | -- | -- | -- | -- | -- | -- | --- | ----- |
| 1      | Congo-Kinshasa    | 8   | 5  | 4  | 0  | 1  | 10 | 5  | 5   | 80%   |
| 2      | Ghana             | 7   | 5  | 3  | 1  | 1  | 11 | 8  | 3   | 70%   |
| 3      | Costa de Marfil   | 6   | 5  | 3  | 0  | 2  | 9  | 6  | 3   | 60%   |
| 4      | Etiopía           | 6   | 5  | 3  | 0  | 2  | 8  | 6  | 2   | 60%   |
| 5      | Senegal           | 3   | 3  | 1  | 1  | 1  | 5  | 5  | 0   | 50%   |
| 6      | Argelia           | 2   | 3  | 1  | 0  | 2  | 5  | 6  | -1  | 33,3% |
| 7      | Congo-Brazzaville | 0   | 3  | 0  | 0  | 3  | 2  | 8  | -6  | 0%    |
| 7      | Uganda            | 0   | 3  | 0  | 0  | 3  | 2  | 8  | -6  | 0%    |

## Goleadores
6 goles
- Laurent Pokou

5 goles
- Wilberforce Mfum

4 goles
- Osei Kofi

3 goles
- Hacène Lalmas
- Luciano Vassalo

2 goles
- Jeannot Foutika
- Nicodème Kabamba
- Kidumu Mantantu
- Léon Mungamuni
- Yatma Diop
- Yatma Diouck
- Mengistu Worku

1 gol
- Mokhtar Khalem
- Boualem Amirouche
- Ignace Muwawa
- Saio Ernest Mokili
- Pierre Kalala Mukendi
- Elias Tshimanga
- Jean-Louis Bozon
- Henri Konan
- Eustache Manglé
- Bekuretsion Gebrehiwot
- Shewangizaw Agonafer
- Girma Tekle
- Frank Odoi
- Ibrahim Sunday
- Doudou Diongue
- Denis Obua
- Polly Ouma

## Equipo Ideal
- Fuente:[1]

| Guardameta    | Defensas                                                     | Centrocampistas                                              | Delanteros                   |
| ------------- | ------------------------------------------------------------ | ------------------------------------------------------------ | ---------------------------- |
| Kazadi Mwamba | Henri Konan Charles Addo Odametey Yérim Diagne Djibril Gueye | Luciano Vassallo Mengistu Worku Hacène Lalmas Joseph Bléziri | Laurent Pokou Doudou Diongue |